# Grammoechus ochreovariegatus
Grammoechus ochreovariegatus là một loài bọ cánh cứng trong họ Cerambycidae.